# Jurisprudența islamică
Jurisprudența islamică (arabă: fiqh sau فقه ) este o expansiune și o modalitate de interpretare a codului de conduită (Šarī῾a) expus în Coran, cunoscut și ca legea islamică, deseori suplimentată de tradiție (sunna) și implementată de ordonanțele și interpretările juriștilor islamici.
Jurisprudența islamică se ocupă cu observarea ritualurilor, principiilor morale și legislației sociale în islam. Există patru școli (sg. maḏhab) de jurisprudență islamică în practica sunită și două în cea șiită. O persoană ce a studiat jurisprudența islamică se numește faqīh (pl. fuqahā’).

## Etimologie
Termenul fiqh desemnează în arabă „înțelegere profundă, deplină”. Tehnic, se referă la corpul de legi islamice extrase din surse islamice detaliate ( studiate în principiile jurisprudenței islamice) și la procesul de cunoaștere a islamului prin jurisprudență. Istoricul Ibn Khaldun descrie jurisprudența islamică printr-o definiție: „cunoașterea legilor lui Dumnezeu care privesc acțiunile oamenilor care sunt datori să se supună legii, respectând ceea ce este cerut (wāğib), interzis ( ḥarām), recomandat (mandūb), respins (makrūh) sau neutru (mubāḥ)", definiție în concordanță cu gândirile juriștilor. În limba arabă modernă, fiqh a ajuns să însemne jurisprudență în general, fie că e islamică, fie laică.

## Introducere
Coranul oferă instrucțiuni clare asupra multor aspecte, precum ritualul de purificare de dinaintea fiecărei rugăciuni zilnice oblogatorii, dar cât despre alte aspecte, unii musulmani consideră că doar Coranul singur nu este suficient pentru a clarifica lucrurile. Spre exemplu, Coranul precizează că o persoană trebuie să se roage zilnic și să postească în luna lui Ramadan, în timp ce alte majorități cred că e nevoie de instrucțiuni suplimentare cu privire la practica acestor îndatoriri. Detalii asupra acestor probleme pot fi găsite în tradițiile profetului Muḥammad, astfel că sunna și Coranul sunt în, majoritatea cazurilor, fundamentul legii islamice.
Unele probleme nu își găsesc precedent în trecutul islamic timpuriu. În astfel de cazuri, juriștii musulmani încearcă să ajungă la o concluzie prin alte metode. Juriștii suniți se folosesc de consensul istoric al comunității ( iğmā῾), o majoritate în epoca modernă folosește și analogia (qiyās) și cântărește beneficiile și prejudiciile problemelor nou apărute, iar un alt segment numeros utilizează preferința juridică. Concluziile atinse cu ajutorul acestor instrumente adiționale constituie un pachet de legi mai variat decât legea islamică și se numește fiqh. Astfel, în contrast cu legea islamică, jurisprudența islamică nu este considerată sacră iar școlile de gândire au diferite opinii asupra detaliilor ei, fără a considera alte concluzii ca sacrilegii. Această divizare a interpretării în mai multe problematici detaliate a rezultat în constituirea unor diferite școli de gândire (maḏhab). Acest concept larg al jurisprudenței islamice este sursa unei game largi de legi privitoare la diferite probleme, care guvernează viețile musulmanilor în toate aspectele vieții cotidiene.

## Categorii componente
Jurisprudența islamică acoperă două mari domenii:
1. Legi cu privire la acțiuni
2. Legi cu privire la circumstanțele din jurul acțiunilor.

Aceste tipuri de legi pot fi separate în alte două grupe:
1. Ritualul de adorare
2. Tranzacțiile și operațiunile (între oameni).

Legile privitoare la acțiuni cuprind:
1. Obligația
2. Recomandarea
3. Permisiunea
4. Respingerea
5. Interzicerea

Legi privitoare la circumstanțe cuprind:
1. A condiționa
2. A cauza
3. A preveni
4. A permite/ A pune în aplicare
5. Validare/ Corupere/ Invalidare
6. Amânarea/ Repetarea

## Domenii ale jurisprudenței islamice
Domeniile în care activează aceasta sunt: criminal, economic, etic, militar, politic, teologic, cu privire la igienă, moștenire, căsătorie.

## Metodologii ale jurisprudenței
Metoda de lucru a juristului musulman este cunoscută ca usul al-fiqh sau „principiile jurisprudenței”.
Sunt diferite abordări ale metodologiei folosite în jurisprudență pentru a deriva legea islamică de sursele primare. Principalele metodologii sunt cea sunită, șiită și ibadită. În timp ce primele două sunt divizate în alte sub-școli mai mici, diferențele între școlile șiite sunt considerabil mai mari. Ibadiții sunt adepții unei singure școli nedivizate.

### Jurisprudența sunită
Școlile de jurisprudență sunite, fiecare poartă numele juristului clasic care le-a format și promovat. Cele patru școli primare sunite sunt hanefită (ḥanafī), șafavită ( 'šafī῾ī'), malekită( 'mālikī') și hanbalită (ḥanbalī'), iar școala zahirită există în afara curentului sunit. 
Aceste școli împart aceleași legi în principiu, dar diferă la unele practici pe care le pot considera autentice sau nu, și la importanța diferită ce o oferă rațiunii analogice și rațiunii pure.

### Jurisprudența șiită
Școala ja῾farită este asociată lui Ja῾far as-Sadiq. Legile legate de timp și spațiu ale juriștilor timpurii sunt luate mult mai în serios în această școală datorită structurii pronunțat ierarhizate a islamului șiit dominat de imami șiiți. Această școală este de asemenea mai flexibilă asupra faptului că un jurist are o putere considerabilă de a lua o decizie în concordanță cu rațiunea proprie. Școala ja῾farită folosește intelectul în locul analogiei în stabilirea legilor islamice, spre deosebire de practica sunită.
Daim al-islam este o carte despre legile islamului urmate de musulmanii ismailiți, cei care aderă la jurisprudența islamică șiită ismailită. Aceasta descrie maniere și etici, incusiv ritualuri de venerare în lumina călăuzirii imamilor ismailiți. Cartea evidențiază importanța pe care islamul a atribuit-o manierelor și eticii alături de venerarea lui Dumnezeu, citând tradițiile primilor patru imami ai școlii șiite ismailite fatimide.
Jurisprudența zaidită urmează învățăturile lui Zayd ibn Ali. În termeni juridici, școala zaidită este asemănătoare cu cea hanefită de rit sunit. 
Școala islamică ibadită este denumită astfel după Abdallah ibn Ibadh, însă acesta nu este neapărat figura cea mai proeminentă a școlii, în opinia adepților săi. Ibadismul este diferit atât de islamul sunit, cât și de cel șiit, nu doar în termeni de jurisprudență, dar și referitor la principii fundamentale.
Legea islamică timpurie avea un caracter mult mai flexibil, unii învățați musulmani consideră că aceasta ar trebui reînnoită și jurisprudența clasică ar trebui să-și piardă statutul special. Aceasta ar însemna că trebuie formulată o nouă jurisprudență, potrivită pentru lumea nouă, așa cum propun avocații conceptului de islamizare a cunoașterii, jurisprudență care ar înfrunta contextul modern. Această modernizare este contracarată de majoritatea ulemalelor. Învățații tradiționali susțin că legile sunt contextuale și consideră circumstanțe timpul, locul, cultura, iar principiile pe care se bazează sunt universale, precum justiția, egalitatea, respectul. Mulți învățați musulmani susțin ideea că, indiferent cât de mult a avansat tehnologia, fundamentele vieții umane au rămas aceleași și se află în sfera de aplicare a legilor curente.

## Istoria timpurie
Perioada formatoare a jurisprudenței islamice se întoarce înapoi pe vremea comunităților musulmane primordiale. În această perioadă, juriștii erau mai mult preocupați de probleme legate de autoritate și predare decât de teorie și metodologie.
Progresul în teorie și metodologie a venit o data cu apariția juristului musulman Muhammad ibn Idris ash- Shafi῾i (767-820), care a codificat principiile de bază ale jurisprudenței în cartea sa,  ar-Risala. Cartea detaliază cele patru rădăcini ale legii ( Coranul, sunna, iğmā῾ și qiyās) specificând că textele islamice primare (Coranul și hadithurile) trebuie înțelese în concordanță cu reguli obiective de interpretare, derivate din studii științifice ale limbii arabe.
Surse secundare ale legii au fost dezvoltate și rafinate în decursul secolelor următoare, constând, în primul rând, în preferință juridică   (istihsan), legi ale profeților anteriori, continuitate (istishab), analogie extinsă, blocaj al înțelesurilor.